# Pterostichus castaneus
Pterostichus castaneus är en skalbaggsart som beskrevs av Pierre François Marie Auguste Dejean. Pterostichus castaneus ingår i släktet Pterostichus och familjen jordlöpare. Inga underarter finns listade i Catalogue of Life.